# 埃尔热博物馆
埃尔热博物馆, 法語： ，是比利时一家以漫画家埃尔热为主题的博物馆。创建于2009年，位于比利时布鲁塞尔东南30公里。

## 历史
埃尔热博物馆选择在比利时瓦隆尼亚的新鲁汶，是基于丁丁在书中的第一个家地址"Labrador road 26"。整个博物馆是比利时建筑家 克里斯蒂安·德波尔藏帕克设计建造。
博物馆的第一块基石安放于2007年埃尔热百年诞辰，2009年博物馆正式对外开放。它拥有三层楼，包括九个展厅，咖啡馆，纪念品店以及一个小型电影院。

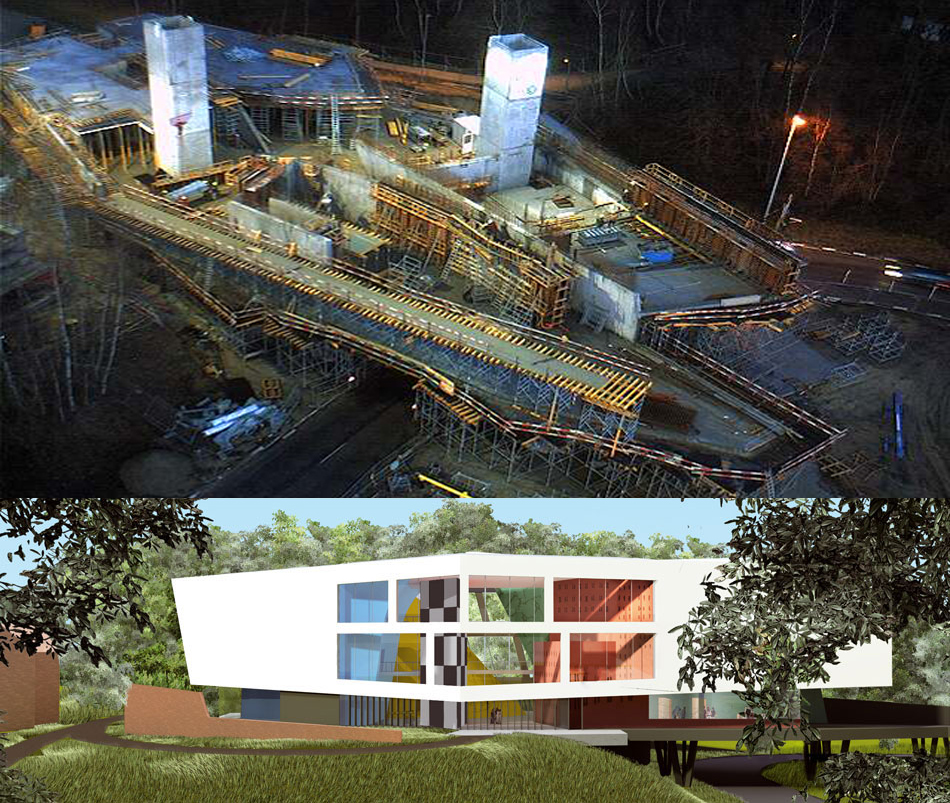
正在建造中的博物馆和建筑师的草图对比